# 김상우 (1966년)
김상우(金庠佑, 1966년 12월 14일 ~ )은 전 KBO 리그 야구 선수의 외야수이다.

## 출신학교
- 부산토성중학교
- 동래고등학교
- 경성대학교